# Остернінбургер-Ланд
Остернінбургер-Ланд (нім. Osternienburger Land) — громада в Німеччині, розташована в землі Саксонія-Ангальт. Входить до складу району Ангальт-Біттерфельд.
Площа — 138,7 км2. Населення становить 8374 ос. (станом на 31 грудня 2021).